# Townshend Acts

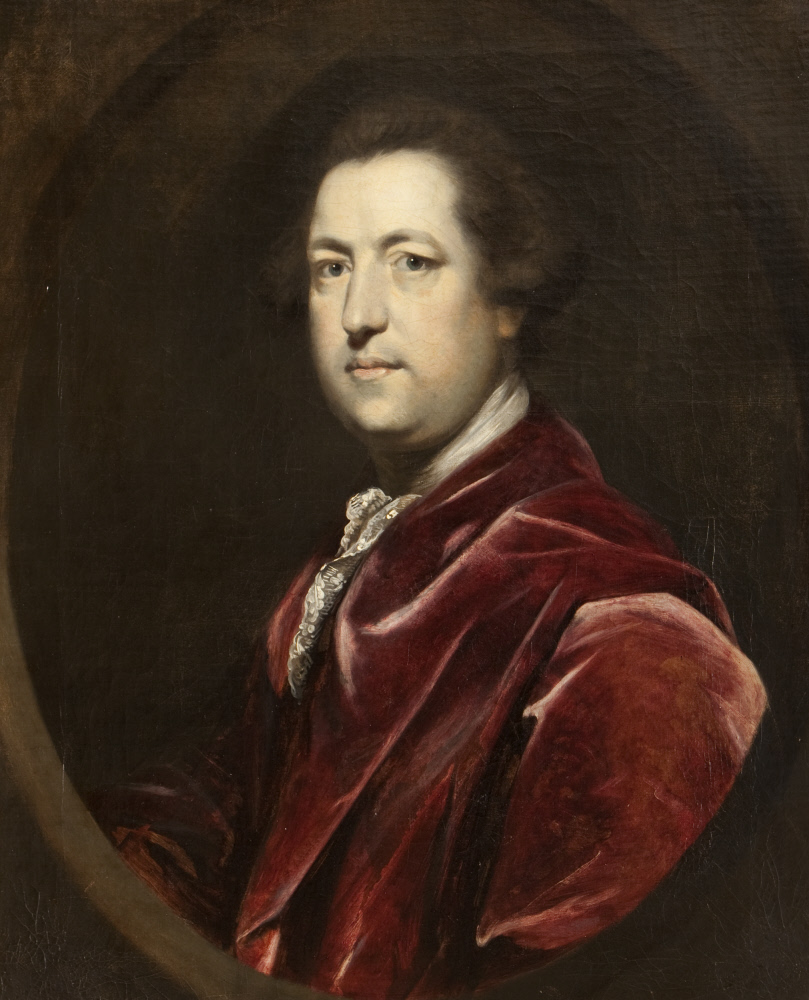
Charles Townshend, qui donne son nom aux Townshend Acts, meurt avant les principales conséquences de ces lois.

Les Townshend Acts sont la dénomination courante d'une série de décisions du Parlement de Grande-Bretagne votées en 1767 et 1768, proposées par Charles Townshend, Chancelier de l'Échiquier, peu avant son décès. L'objectif des lois Townshend était de gagner 40 000 livres chaque année pour financer l'administration coloniale.

## Les dispositions

### Création de nouvelles taxes à l'importation
À la suite de l'abrogation du Sugar Act et du Stamp Act, il devient nécessaire de trouver de nouvelles sources de revenus. Le Revenue Act impose donc de nouvelles taxes sur les importations de papier, de verre, de peinture et de thé. L'idée était que si les colons étaient farouchement opposés à des taxes internes telles que celle imposées par le Stamp Act, ils reconnaissaient tout de même la légitimité de taxes à l'importation. La suite des évènements montrera que les colons étaient opposés à toute taxation provenant du Parlement britannique.

### Détaxe du thé anglais
À travers l'Indemnity Act, une détaxe est appliquée au thé britannique exporté en Amérique, qui est donc soumis à des droits de douane uniquement à son arrivée en Amérique. Cette mesure permet de lutter contre la contrebande de thé hollandais, et de consolider le monopole de la Compagnie anglaise des Indes orientales.

### Création d'un bureau de douanes
Le Commissioners of Customs Act prévoit la création d'un bureau central de douane à Boston placé sous l'autorité directe de Londres. Le dispositif de contrôle est renforcé en multipliant les contrôles par les garde-côtes et en encourageant la délation. Il légalisait également les mandats généraux de perquisition (Writs of assistance en anglais).

### Création de nouvelles cours maritimes
Le Vice Admiralty Court Act instituait par ailleurs trois nouvelles cours maritimes (en) situées à Boston, Philadelphie et Charleston, en plus de celle existant déjà à Halifax, afin de juger ceux qui ne respecteraient pas les nouvelles lois. Ces dernières interviennent dans un contexte difficile pour le budget britannique, largement déficitaire depuis la guerre de Sept Ans.

### Sur l'assemblée de New York
Le New York Restraining Act est un acte suspensif qui enjoint à l'assemblée coloniale de New York d'accepter le Quartering Act.

## Réactions des colons
Les Townshend Acts soulevèrent la réprobation des colons américains, comme l'indiquent les Lettres d'un fermier de Pennsylvanie aux habitants des colonies britanniques de l'avocat John Dickinson (1732–1808). Ils reprirent le slogan de James Otis « No Taxation without Representation » (« Pas d'impôts sans représentation (au Parlement britannique) »). Ils achetèrent des marchandises étrangères en contrebande et développèrent le boycott des produits britanniques. Les Fils de la Liberté organisèrent la rébellion à Boston ; les femmes firent de même au sein de l'organisation des Filles de la Liberté (Daughters of Liberty). Les colons commirent aussi certains actes sur des collecteurs d’impôts, leur donnant la punition du goudron et des plumes pour montrer aux autres les conséquences de leur mécontentement[réf. nécessaire].
En février 1768, la Chambre des Représentants du Massachusetts envoie aux assemblées des autres colonies une lettre circulaire les invitant à rejeter les Townshend Acts, qu'elle juge anticonstitutionnels. Lord Hillsborough, nommé à la toute nouvelle fonction de Secrétaire d'État aux colonies, ordonne que la Chambre des Représentants récuse sa propre lettre. Lorsqu'elle refuse de le faire, elle est dissoute par le gouverneur Francis Bernard, ce qui ajoute aux tensions entre colons américains et administration britannique.
Au cours de l'été 1768, les agents des douanes confisquèrent un sloop appartenant à John Hancock, accusé de violer les règlements commerciaux. La foule prit d'assaut les douanes, obligeant les agents à se réfugier sur un navire de guerre britannique mouillant dans le port. Les troupes britanniques reçurent des renforts pour maintenir le calme à Boston, qui comptait en 1769 près de 4 000 soldats pour 15 000 habitants. Les taxes Townshend ne rapportèrent que 300 livres par an, alors que la présence militaire britannique en coûtait 170 000. Londres dut faire marche arrière devant le boycott des marchandises et les lois furent abrogées le 5 mars 1770, même si la taxe sur le thé fut maintenue.

### Source
- (en) Cet article est partiellement ou en totalité issu de l’article de Wikipédia en anglais intitulé « Townshend Acts » (voir la liste des auteurs).